# KJ Choi Invitational
De KJ Choi Invitational is een jaarlijks invitational golftoernooi in Zuid-Korea, dat deel uitmaakt van de Korean Tour en de Aziatische PGA Tour. Het toernooi wordt vernoemd naar de Zuid-Koreaanse golfer KJ Choi die tevens de eerste twee edities won.
Het toernooi werd gespeeld in een strokeplay-formule van vier ronden en na de tweede ronde werd de cut toegepast.

## Geschiedenis
Het toernooi werd opgericht in 2011 als de CJ Invitational hosted by KJ Choi. In 2014 werd het toernooi hernoemd tot de KJ Choi Invitational. Sinds de oprichting vindt plaats op verschillende golfbanen in Zuid-Korea.

## Winnaar

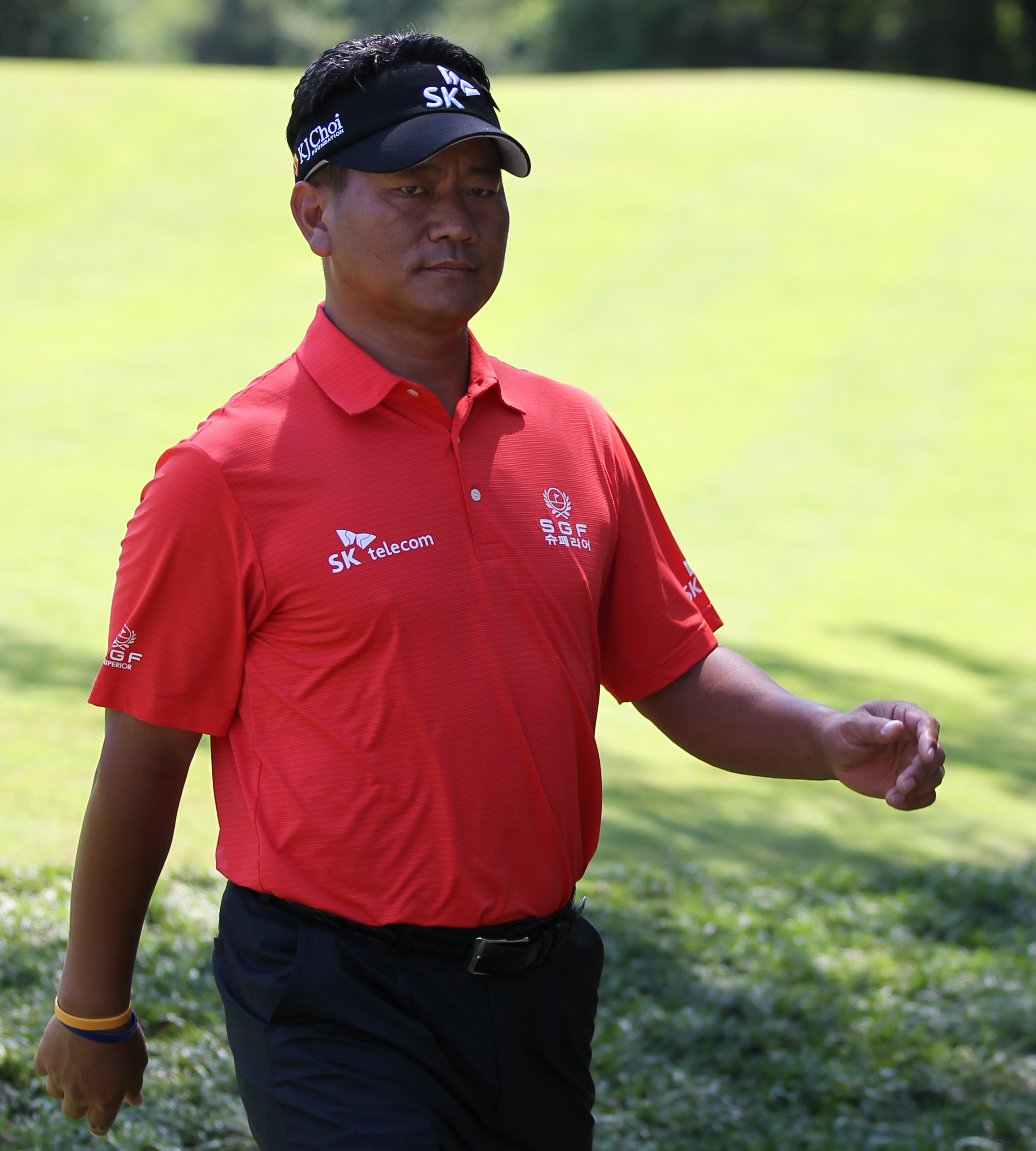
KJ Choi, organisator

| Jaar                                 | Golfbaan                          | Winnaar                           | Score                             | Score                             | Info                              |
| CJ Invitational hosted by KJ Choi    | CJ Invitational hosted by KJ Choi | CJ Invitational hosted by KJ Choi | CJ Invitational hosted by KJ Choi | CJ Invitational hosted by KJ Choi | CJ Invitational hosted by KJ Choi |
| ------------------------------------ | --------------------------------- | --------------------------------- | --------------------------------- | --------------------------------- | --------------------------------- |
| 2011                                 | Haesley Nine Bridges Golf Club    | KJ Choi                           | 271                               | –17                               | [ 1 ]                             |
| 2012                                 | Haesley Nine Bridges Golf Club    | KJ Choi                           | 269                               | –15                               | [ 2 ]                             |
| 2013                                 | Haesley Nine Bridges Golf Club    | Sung-hoon Kang                    | 276                               | –12                               | [ 3 ]                             |
| KJ Choi Invitational presented by CJ |                                   |                                   |                                   |                                   |                                   |
| 2014                                 | Lake Hills Suncheon Club          | 9-12 oktober                      | 9-12 oktober                      | 9-12 oktober                      | 9-12 oktober                      |